# Marga Hage

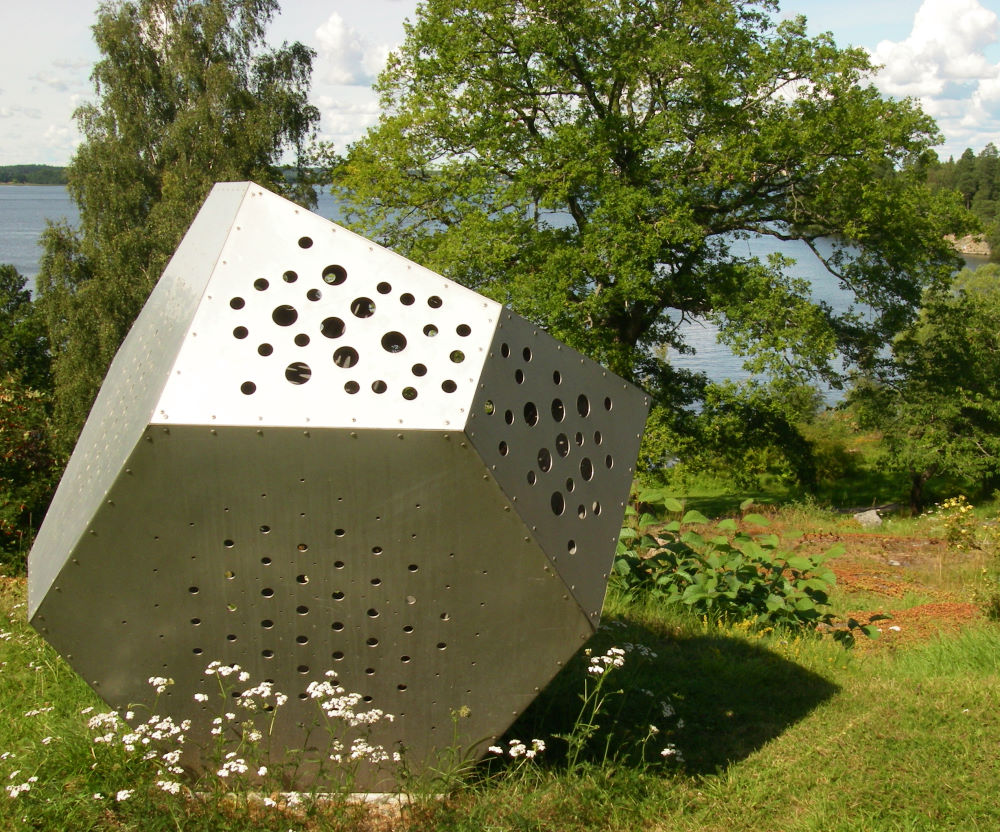
Molekylär form i Görvelns slotts skulpturpark

Marga Hage, född 1924 i Umeå, död 18 januari 2009 i Järfälla, var en svensk skulptör.
Marga Hage växte upp i Malmberget och Umeå. Hon utbildade sig på Konstfack i Stockholm 1956–1958, på skulpturlinjen vid Högskolan för konst och industriell design i Göteborg 1958–1961 och i konstvetenskap vid Stockholms universitet 1975–1979.

## Offentlig konst i urval
- Ara Pacis, diabas, Vinterviken i Stockholm
- Molekylär form, aluminium, 1996, Görvälns slottspark i Järfälla